# 인천디자인고등학교
인천디자인고등학교(仁川디자인高等學校)는 대한민국 인천광역시 서구 연희동에 있는 공립 고등학교이다.

## 학교 연혁
- 1994년 11월 14일 : 인천여자공예고등학교 설립 인가 (5개과 30학급)
- 1994년 12월 1일 : 교사동 및 실습동 착공
- 1995년 3월 1일 : 초대 이순만 교장 취임
- 1995년 3월 4일 : 제1회 입학식 (10학급 568명, (구) 효열국민학교에서 임시 개교)
- 1995년 11월 7일 : 신축교사로 이전
- 1998년 2월 12일 : 제1회 졸업식 (5개과 10학급 540명)
- 2001년 3월 1일 : 인천디자인고등학교 개명
- 2008년 8월 1일 : 인천광역시 디자인특성화고등학교로 지정(2009학년도 적용)
- 2009년 3월 1일 : 인천광역시교육청 디자인특성화고등학교 운영
- 2023년 1월 9일 : 제26회 졸업식(5개과 10학급 218명) (누계 9,009명)
- 2024년 3월 1일 : 제11대 정덕근 교장 취임
- 2024년 3월 4일 : 제30회 입학식(5개과 10학급 205명)

## 설치 학과
- 도예디자인과
- 시각디자인과
- 건축디자인과
- 패션디자인과
- 제품디자인과

## 참고 자료
- 인천디자인고등학교 - 한국교육학술정보원 학교알리미